# Stadel (Bad Staffelstein)
Stadel ist ein Gemeindeteil der oberfränkischen Stadt Bad Staffelstein im Landkreis Lichtenfels.

## Geografie
Stadel liegt etwa 14 Kilometer südlich von Coburg und neun Kilometer westlich von Lichtenfels im Norden eines lang gezogenen Dreiecks zwischen Itz und Main. Der Ort befindet sich westlich am Fuß der Banzer Berge. Westlich verläuft die Schnellfahrstrecke Nürnberg–Erfurt.

## Geschichte
Stadel wurde im 9. Jahrhundert erstmals in den Traditionen des Klosters Fulda genannt, die auf einer Abschrift im Codex Eberhardi aus dem 12. Jahrhundert beruhen. Die nächste Erwähnung ist für 1124 belegt.
Der Ortsname geht auf das althochdeutsche Wort stadal zurück, das Scheune, scheunenartiges Gebäude oder Herberge bedeutet. 1801 gehörte die hohe Zent dem Hochstift Bamberg, die Dorf-, Gemeinde-, Lehen- und Vogteiherrschaft dem Kloster Banz, das auch zwei mit Haus und Stadel bebaute Höfe besaß. 1862 erfolgte die Eingliederung von Stadel mit seinem Ortsteil Püchitz in das neu geschaffene bayerische Bezirksamt Staffelstein.
1871 hatte Stadel 150 Einwohner und 68 Gebäude. Die Schule und die katholische Kirche standen im zwei Kilometer entfernten Altenbanz. 1900 umfassten die beiden Orte der Landgemeinde eine Fläche von 574,28 Hektar, 268 Einwohner, von denen 251 katholisch waren, und 49 Wohngebäude. 140 Personen lebten in Stadel in 27 Wohngebäuden und 1925 131 Personen in 21 Wohngebäuden. 1950 hatte Stadel 168 Einwohner und 26 Wohngebäude. Im Jahr 1970 zählte der Ort 131 Einwohner
und 1987 insgesamt 132 Einwohner und 32 Wohngebäude.
Am 1. Juli 1972 schloss sich Stadel mit seinem Ortsteil Püchitz und den Nachbargemeinden Altenbanz, Nedensdorf, Unnersdorf und Teilen Weingartens zur neuen Gemeinde Banz zusammen, die am 1. Januar 1978 aufgelöst und in die Stadt Staffelstein eingegliedert wurde. Seitdem ist Stadel ein Stadtteil Staffelsteins.
Am 1. Juli 1972 wurde der Landkreis Staffelstein aufgelöst. Seitdem gehört Stadel zum Landkreis Lichtenfels. 1973 war der Ort Sieger im Bundeswettbewerb  Unser Dorf soll schöner werden.

## Sehenswürdigkeiten
In der Liste der Baudenkmäler in Stadel sind Sehenswürdigkeiten aufgeführt.